# 蒙蒂尼 (卡尔瓦多斯省)
蒙蒂尼（法語：Montigny，法語發音：[mɔ̃tiɲi] ⓘ）是法国卡尔瓦多斯省的一个市镇，属于卡昂区。

## 地理
蒙蒂尼（49°2'43"N, 0°31'54"W）面积3.91 平方千米，位于法国诺曼底大区卡爾瓦多斯省，该省份为法国西北部沿海省份，北濒大西洋英吉利海峡，东北与滨海塞纳省以海上边界相接，东临厄尔省，南至奧恩省，西与芒什省接壤。
与蒙蒂尼接壤的市镇（或旧市镇、城区）包括：拉凯讷、库尔沃东、阿容河畔迈松塞勒、普雷欧博卡日、蒂里阿库尔勒奥姆。

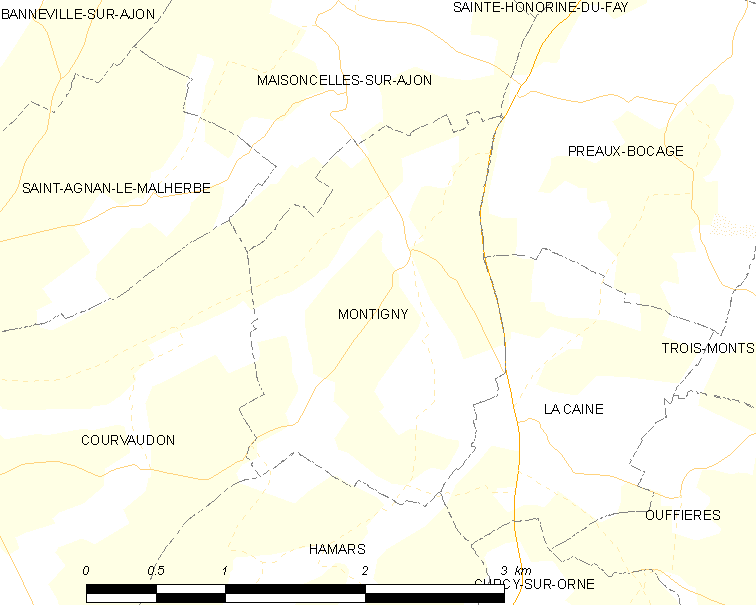
的OSM定位图

蒙蒂尼的时区为UTC+01:00、UTC+02:00（夏令时）。

## 行政
蒙蒂尼的邮政编码为14210，INSEE市镇编码为14446。

## 政治
蒙蒂尼所属的省级选区为埃夫勒西县。

## 人口

1962-2008年间人口变化图示

蒙蒂尼于2022年1月1日时的人口数量为90人。